# 7144 Dossobuono
7144 Dossobuono este un asteroid din centura principală de asteroizi.

## Descriere
7144 Dossobuono este un asteroid din centura principală de asteroizi. A fost descoperit pe 20 mai 1996 la Dossobuono de Lai, L.. El prezintă o orbită caracterizată de o semiaxă mare de 2,42 ua, o excentricitate de 0,14 și o înclinație de 6,3° în raport cu ecliptica.